# Marcovia
Marcovia est une municipalité du Honduras, située dans le département de Choluteca.

## Villages et hameaux
La municipalité de Marcovia, comprend 137 hameaux et les 21 villages suivants :
- Marcovia (chef-lieu de la municipalité)
- Cedeño
- Colonia Buena Vista
- El Botadero
- El Obraje
- El Papalón
- Guapinol
- La Lucha
- La Gervacia
- La Joyada
- Las Arenas
- Las Pozas
- Los Llanitos
- Los Mangles
- Monjarás
- Piedra de Agua
- Pueblo Nuevo
- Punta Ratón
- San José de Las Conchas
- San Juan Bosco No.2
- Santa Cruz
- Tambor Abajo

## Source de la traduction
- (en)/(es) Cet article est partiellement ou en totalité issu des articles intitulés en anglais « Marcovia » (voir la liste des auteurs) et en espagnol « Marcovia » (voir la liste des auteurs).